# Jean Leunis
Compléments
Leunis est le fondateur des congrégations mariales
Jean Leunis, né en 1532 à Liège (Belgique) et décédé le 19 novembre 1584 à Turin (Italie), était un prêtre jésuite liégeois. Il est le fondateur des Congrégations mariales, aujourd'hui connues sous le nom de « Communautés de vie chrétienne » (CVX).

## Fondation des congrégations mariales
On ne connait rien de la jeunesse de Leunis sinon qu'il est entré dans la Compagnie de Jésus, à Rome, quelques semaines avant la mort de saint Ignace de Loyola, en 1556. Alors qu'il était professeur de Latin au Collège Romain (aujourd'hui Université grégorienne) (1560-64) il prit l'habitude de rassembler un groupe d'étudiants pour les engager à une vie spirituelle plus profonde (prière personnelle, dévotion à la Vierge Marie, vie sacramentelle régulière) et les inciter à des « œuvres de charité » dans la ville de Rome. Le groupe se réunissait régulièrement : le soutien et l'aide mutuelle étaient importants. L'initiative était novatrice : pour la première fois, on offrait à des non-clercs la possibilité d'approfondir leur foi et la vie chrétienne.

## Développement
L'idée répondait à une attente spirituelle et eut du succès. À partir de 1565, Leunis commença à voyager et à fonder de nouveaux petits groupes. Partant généralement des collèges jésuites qui s'y trouvaient, de nombreuses villes eurent leurs congrégations mariales : des groupes séparés pour étudiants, hommes, femmes, etc. Aux pratiques de dévotion et à la prière se joignaient toujours une attention chrétienne aux autres - surtout les plus nécessiteux - et d'autres activités apostoliques. 

## Modèle Romain
La congrégation mariale du Collège romain fut considérée comme un modèle et fut même déclarée officiellement la Prima primaria par le Pape Grégoire XIII en 1584, à laquelle les autres devaient s'affilier. C'était là, en fait, le premier mouvement laïc dans l'Église. Le mouvement se répandit à l'étranger : Paris, Lyon et les principales villes d'Italie, d'Espagne, du Portugal, des Pays-Bas méridionaux, d'Allemagne eurent leurs congrégations. À la mort de Leunis (19 novembre 1584), 48 groupes étaient affiliés à la Prima primaria de Rome et 70 ans plus tard il y en avait 1459.  Ces groupes de laïcs contribuèrent beaucoup au renouveau de l'Église dans l'esprit du concile de Trente (1545-1563).